# Maurice Blanchard
Pour les articles homonymes, voir Blanchard.
Ne doit pas être confondu avec Maurice Félicien Jules Paul Blanchard.
Maurice Blanchard, né à Montdidier le 14 avril 1890 et mort dans la même ville le 19 mars 1960, est un ingénieur aéronautique et poète lié au surréalisme.

## Biographie

### Enfance et adolescence
Enfant unique, il vit avec sa mère abandonnée par son père dès sa naissance. De cette période, il dira ne se souvenir d’aucune marque de tendresse et en gardera une profonde blessure qui le marquera toute sa vie. Excellent élève à l'école, c'est à cause de son existence misérable que sa mère, contre l’avis de son instituteur, l’engage à douze ans comme apprenti serrurier. De seize à dix-huit ans, il travaille à Paris dans ce qu’il appellera « le bagne industriel ».

### La soif d'apprendre
La lecture d'une pensée de Nietzsche donne un sens à sa vie : « C’est seulement si le savoir n’est pas une occupation, mais la révélation de l’être à la volonté première de savoir, qu’il vaut la peine d’avoir du courage ». En 1907, il fuit cette vie « d’esclave » en partant à pied pour Toulon (Var) afin de s’engager pour cinq ans dans la Marine nationale. Ce voyage est une rupture avec tout ce que représente son enfance. Durant la période de son engagement, jusqu'en 1917, il ne pense qu’à s’instruire et donner libre cours à sa curiosité dévorante, à sa soif d’apprendre. « De dix-neuf à vingt-deux ans, crise indescriptible, boulimie de toutes les connaissances, digéré des cailloux, rattrapé la file des garçons instruits. Dans les doubles fonds, à la lumière des quinquets ».

### Pilote d'avion et ingénieur
Durant la Première Guerre mondiale, il est pilote de l’escadrille de Dunkerque dont il sera l'un des rares rescapés. Grâce à un travail d'autodidacte acharné, il accède aux mathématiques et à la physique de très haut niveau. Il se prend de passion pour la philosophie (lecture des philosophes anciens et modernes et des textes religieux fondamentaux), allant jusqu'à apprendre le grec ancien et le latin. Il apprend également l’anglais pour lire Shakespeare, dont il traduira plusieurs sonnets, et l’italien pour lire Dante. En 1917, il est reçu premier à l’École des ingénieurs mécaniciens de la Marine. Il remporte également un appel d’offres lancé par les forces alliées pour la construction d’un hydravion de haute mer. Avec l'ingénieur Maurice Jules-Marie Le Pen, ancien du motoriste Gnome, il participe à la conception de l'hydravion Lévy-Le Pen HB2 pour le constructeur Georges Lévy.
En 1919, après sa démobilisation, il est engagé comme ingénieur aéronautique dans une filiale du constructeur Farman. Il se marie avec Isabelle Rappaz. Ils auront deux fils : Maurice, né en 1920, et Jean, né en 1921.
Il exerce son métier d’ingénieur jusqu’en 1955 dans différentes entreprises de construction aéronautique. De 1922 à 1930, il travaille avec Louis Blériot.

### La Résistance
Durant la Seconde Guerre mondiale, il fait partie du réseau de résistance Brutus. Pour ce réseau, il est en mission de 1942 à 1944 en tant que chef des calculs dans les bureaux parisiens de la firme allemande Junkers (période au cours de laquelle il rédigea son journal). Le 10 octobre 1945 il reçoit à ce titre la Croix de guerre. Il a participé au groupe surréaliste La Main à plume pendant l'Occupation, où il a publié de nombreux poèmes.
Il prend sa retraite d’ingénieur en 1955.

## Analyse de l'œuvre
En 1927, la lecture d’une page de Paul Éluard à la devanture de la librairie José Corti lui révèle la poésie surréaliste. Tout change avec cette découverte : « À partir de trente-sept ans, écrit des poèmes pour guérir. L’ont sauvé. Instinct des bêtes sauvages, choisissant l’herbe qu’il faut. A publié sept ans plus tard. Touché par la grande libération du surréalisme. Tout est permis. Toutes les graines ont leur chance, et un jour la graine de l’arbre chanteur germera. Tout est possible, condition du progrès. Mort à l’État. »
Il est reconnu comme un pair par Paul Éluard, Joë Bousquet et René Char qui lui dédie un poème du recueil Le Marteau sans maître : « les Observateurs et les rêveurs », et devient un ami proche.
Durant l'occupation, il apporte son concours aux publications clandestines de « La Main à plume » que dirigent Noël Arnaud et Jean-François Chabrun et qui poursuivent l’aventure du surréalisme.
Dans ses écrits, Maurice Blanchard tente de cicatriser sinon refermer les blessures de son enfance : « Ce fut un enfant abandonné sur un fagot d’épines. Ce fut un adolescent sans espoir et sans lumière. Ce fut une taupe dans un royaume souterrain et la terre lui fut un refuge contre la bassesse du ciel. » Poésie d'un homme seul et désespéré : « le monde hostile de mon enfance devint ma nourriture coutumière. »
La révolte également est au cœur des engagements : « De dures, de très silencieuses années ont fait mûrir les poisons de mon cerveau [...] Pour insulter les puissants, il construisit un silence noir et givrant qui lui ouvrit les portes de l’enfer [...] Vivre, c’est la guerre avec les trolls sous la voûte du cœur et du cerveau, la naissance, c’est la guillotine. » 
La sensibilité affleure constamment : « J’ai tant aimé l’avenir, j’ai tant souffert [..] la vengeance en lame de sabre ».
Il affiche sa liberté intraitable, hautaine, combattante et qui ne plie jamais : « Qu'un pouvoir hostile se lève, fût-ce à l’extrême lisière de mon domaine, je fonce pour le terrasser avant qu’il n’ait fini de bâiller. La peur vous gèle ? La peur m’embrase. Mes escarboucles s’enflamment à l’oxygène de la lutte ; au moment où je frapperai, à la suprême jouissance de la haine, elles cracheront leur rouge encens. Et il vous faudra vos mains d’esclaves pour traîner de la pitié à pleines brouettées ! »
Selon sa formule, « la poésie est une propriété de la matière », si bien que la poésie et la vie sont intimement nouées, et pour le poète il s'agit de voir que le réel recèle en lui-même sa part d'étrangeté et d'inconnu. C'est ainsi que Blanchard considérait ses inventions d’ingénieur de machines aéronautiques, pour aller plus vite, plus loin, comme la même « activité poétique » que la création d’un poème, véritable opération magique ouvrant tous les possibles : « Pour écrire un poème, il faut recommencer sa vie, toutes les vies. » Ainsi, tout est permis dans ces chemins que trace « la ligne droite » de la poésie, sous le signe de l'infini, celle d'un « homme en marche », transfiguré par la parole, car selon lui, « le poète n'est rien, c'est ce qu'il cherche qui est tout. »
Ses lecteurs seront surtout des poètes, comme René Char qui écrit de lui : « Blanchard, le véloce, le discret, le noueux, le bleuté, le déchirant Blanchard » ; ou encore Noël Arnaud, qui note en 1945 dans son introduction à « L'Avenir du Surréalisme » : « Aujourd’hui, le soleil s’est levé sur le jour de Maurice Blanchard. Aujourd’hui encore, vous auriez pu rencontrer le plus pur des poètes de ce temps. Il est à ce temps ce que l’heure qui vient est à l’heure qu’il est. »
Il reste toujours assez méconnu, et en 1953 André Pieyre de Mandiargues s’offusquait déjà de la méconnaissance de son œuvre : « L’intelligence de la poésie est répandue chez les Français autant, ou quasiment, que l’instinct maternel chez les poissons... Ils ont manqué Corbière, ils ont ri, longtemps, de Mallarmé. Juré, plus tard, qu’on ne les y reprendrait pas. Mais à peine ont-ils entrevu Péret, Arp, et Blanchard n’a pas vingt lecteurs dans son pays ».
En 1988, Pierre Peuchmaurd, qui lui consacre un opuscule dans la collection « Poètes d'aujourd'hui » chez Seghers, fait le même constat, mais sans déploration : « Moins de cent personnes ont entendu ce qu'il disait. Poète maudit, alors ? Je ne sais pas. Pourquoi un poète devrait avoir plus de cent lecteurs ? À plus forte raison si ceux-ci ont pour noms André Breton, Benjamin Péret, René Char ou Paul Éluard [...], Joë Bousquet, Gaston Bachelard, Julien Gracq (qui assura, après avoir lu L'Homme et ses miroirs, que c'était bien la première fois qu'il ne s'ennuyait pas en lisant de la poésie), André Pieyre de Mandiargues [...], Noël Arnaud, Jean Follain ou Marcel Béalu. »

## Œuvres

### Publications de son vivant
- 1929 : Les Lys qui pourrissent, à compte d’auteur sous le pseudonyme d’Erskine Ghost.
- 1934 : Malebolge, Paris, Éditions René Debresse.
- 1935 : Solidité de la chair, Paris, Éditions René Debresse.
- 1936 : Sartrouville, Paris, Éditions René Debresse.
- 1937 : Les Barricades mystérieuses, Paris, Éditions GLM.
- 1937 : Les Périls de la route, Paris, Éditions GLM.
- 1939 : C’est la fête et vous n’en savez rien, Paris, Éditions GLM.
- 1943 : Les Pelouses fendues d’Aphrodite, Paris, la Main à Plume.
- 1947 : La Hauteur des murs, Paris, Éditions GLM.
- 1947 : William Shakespeare : douze sonnets, traduits de l’anglais et présentés par Maurice Blanchard, Paris, Éditions GLM.
- 1949 : L’Homme et ses miroirs, avec quatre gravures originales au burin de René Mels, Bruxelles, Éditions Le Cormier.
- 1951 : Le Monde qui nous entoure, Le Caire, Éditions La Part du Sable.
- 1955 : Le Pain, la Lumière, Paris, Éditions GLM.

### Publications posthumes
- 1977-1982 : Réédition des œuvres complètes aux éditions Plasma.
- 1977 : Débuter après la mort[13], textes réunis et présentés par Jean-Hugues Malineau, préfaces de Jean-Michel Goutier[14] et Fernand Verhesen, lettre de Gaston Bachelard[15], Paris, Éditions Plasma.
- 1988 : Publication de Maurice Blanchard par Pierre Peuchmaurd, Paris, éditions Seghers, coll. « Poètes d'aujourd'hui » ; rééd. Nérac, Pierre Mainard, 2019.
- 1994 : Les Barricades mystérieuses, préface de Jean-Hugues Malineau, Paris, Gallimard, coll. « Poésie ».
- 1994: Danser sur la corde, journal 1942-1946 , présentation et notes de Pierre Peuchmaurd, Toulouse, L’Éther Vague, Patrice Thierry éditeur.
- 2003 : l'université Picardie- Jules Verne d'Amiens organise une exposition et publie un catalogue de documents inédits sous la direction de Vincent Guillier.
- 2006 : La Hauteurs des murs, Paris, éditions Le Dilettante, préface et notes de Vincent Guillier.
- 2009 : Solidité de la chair, Paris/Bruxelles, éditions de L'Arbre.
- 2010 : Le Pain La Lumière, Paris/Bruxelles, éditions de l'Arbre.
- 2024 : Lettres inédites à René Char, La Rochelle , éditions Rumeur des âges, avec des illustrations de Jean-Marc Scanreigh